# Olesya Povh
Olesya Povh (ukrainsk:Олеся Повх) (født 18. oktober 1987) er en ukrainsk atlet, der har specialiseret sig på 100 meter. Hendes personlige rekord er 11,29 sekunder opnåedet 1. juli 2009 i Donetsk.
Povh havde sit første år på internationalt nieavu 2010. Hun nåede semi-finalen på 60 meter i VM indendørs 2010 og tog en stafet bronzemedalje med Ukraine i EM-hold 2010 Hun deltog ved EM 2010 og blev slået ud i semi-finalerne på 100 meter og vandt guldmedaljerne med det ukrainske 4 x 100 meter-hold bestående af Nataliya Pohrebnyak, Mariya Ryemyen og Yelizaveta Bryzhina på den ukrainske rekord tid 42,29, så var den hurtigste tid i verden det år  Holdet deltog ved IAAFs Continental Cup 2010, som repræsenterer for Europa, og tog anden pladsen efter USAs holdet.
Povh er uddannet fra Dnipropetrovsk Stats Institut for Fysisk Kultur og Sport i 2010 og valgte derefter at fokusere på atletik på fuldtid i 2011. Hun begyndte året med at vinde 60 meter på tiden 7,14 sekunder ved EM indendørs 2011.